# A Walk to Remember
 Ikke at forveksle med A Walk to Remember (roman).
A Walk to Remember er en amerikansk, romantisk spillefilm fra 2002, baseret på en roman af samme navn af Nicholas Sparks udgivet i 1999. Hovedrollerne spilles af Shane West og Mandy Moore. Filmen blev instrueret af Adam Shankman og produceret af Denise DiNovi and Hunt Lowry for Warner Bros.
Bogens handling foregår i 1950'erne, mens filmens opbygning er henlagt til perioden omkring indspilningen.
Romancen foregår mellem to unge mennesker, Landon og Jamie, som kommer fra forskellige samfundsklasser med forskellige grundholdninger til samfundet.

## Plot
Da det går galt for high school-eleven Clay Gephardt, er den populære, men oprørske Landon Carter (Shane West) truet af udvisning. Hans straf er obligatorisk deltagelse i forskellige aktiviteter efter skole, såsom dramaklubben, hvor han er tvunget til at interagere med den rolige, venlige og boglig Jamie Sullivan (Mandy Moore), en pige, han har kendt i mange år, men til hvem han har sjældent nogensinde talt til. Deres forskellige sociale status bringer dem verdener fra hinanden, på trods af deres tætte fysiske nærhed.
Da Landon har problemer med at lære sine replikker beder han Jamie om hjælp. De begynder at øve sammen i hendes hus efter skole. Den første tid bruger Landon kun Jamie for hendes hjælp med stykket, og behandler hende koldt når hans andre venner er omkring ham. Men da han tilbringer mere og mere tid sammen med hende, er han overrasket over at opdage, at hun er langt fra den person, han troede, hun var, og begynder at sætte spørgsmålstegn hvem han virkelig ønsker at imponere.
Under visningen af stykket tryllebinder Jamie Landon og hele publikum med sin skønhed og stemme, og Landon kysser hende på scenen. Bagefter forsøger han at komme tættere på hende, men hun afviser ham gentagne gange. Snart derefter ydmyger Landons venner offentligt Jamie ved at ændre et foto af hende og lægger hovedet på kroppen af en sparsomt klædt kvinde. Landon konfronterer vredt hans tidligere ven. Bagefter begynder Landon og Jamie et forhold, hvor Landon dedikerer det meste af sin tid til hende. Han opdager, at hun har en ønskeliste, og sætter sig for at gøre alle hendes ambitioner gå i opfyldelse, såsom at tage hende til en statsgrænse, så hun kan stå på hver side af linjen og dermed være to steder på en gang.
I den sidste del af filmen, indrømmer Jamie til Landon, at hun er ramt af terminal leukæmi og ikke længere reagerer på behandlinger. Landon bliver ked af det i starten. Jamie fortæller ham grunden til at hun ikke fortælle ham det før, er, at hun vil videre med sit liv og bruge den tid, hun havde tilbage, men derefter ankom Landon og hun blev forelsket i ham.
Jamies kræft bliver værre, og hendes far får hende til hospitalet, hvor han møder Landon. Landon efterlader ikke Jamies side, indtil hendes far næsten er nødt til at lirke ham væk. Jamies far sidder med Jamie og fortæller hende, at "Hvis jeg har holdt dig for tæt på, er det fordi jeg gerne vil beholde dig længere."
Snart kommer ud det ud at Jamie er syg. Eric, Landon bedste ven, kommer og fortæller ham, hvor ked af det han er, og at han ikke forstod. Andre venner kommer og undskylder også.
Senere giver Jamie Landon en bog, der er fyldt med hendes mors citater. Landon læser 1 Kor 13 :4-8 sammen med hende. Jamie fortæller Landon, at hun mener, at Gud sendte ham til hende for at hjælpe hende igennem hendes sygdom, og at han er hendes engel. Han erfarer senere, at hans fremmedgjorte far kommer betaler for privat hjemmepleje for Jamie. Landon dukker op på sin fars dørtærskel og takker ham, før de bryder sammen i gråd, da hans far omfavner ham.
Landon opfylder fortsat forskellige ønsker på Jamies liste, såsom at bygge hende et teleskop, så hun kan se en komet. Gennem denne proces, lære Landon og Jamie mere om karakteren af kærlighed. Landon er endelig i stand til at opfylde Jamies topønske ved at gifte sig med hende i den samme kapel hendes forældre blev gift i. Landon fortæller, at de havde en perfekt sommer sammen med mere kærlighed end nogen kunne muligvis kende og at hun døde kort efter. Landon selv bliver et bedre menneske gennem Jamies hukommelse, når de mål, som han satte sig for at gøre, som hun gjorde.
Fire år senere, Landon besøger Jamies far og viser, at han stadig er en bedre person på grund af Jamie ved at oplyse hendes far om, at han er blevet accepteret i medicinsk skole. Før  han blev forelsket i Jamie, havde han ingen planer for sin fremtid efter skolen. Jamies far fortæller ham, at både han og hans mor er stolte af ham, og at det samme Jamie ville være. Landon fortæller ham, at han er ked af at han aldrig udførte Jamies ønske at overvære et mirakel. Jamies far fortæller ham, at hun rent faktisk vidne én: det var ham. Landon går en tur på havnen, hvor han fortæller, at Jamie forandrede ham for evigt, og at mens han savner hende, mener han deres kærlighed er som vinden: han kan ikke se det, men vil altid føle det. Filmen slutter med Landon, ser på solnedgangen, smilende.

## Medvirkende
| Skuespiller           | Rolle                     |
| --------------------- | ------------------------- |
| Shane West            | Landon Rollins Carter     |
| Mandy Moore           | Jamie Elizabeth Sullivan  |
| Peter Coyote          | Reverend Hegbert Sullivan |
| Daryl Hannah          | Cynthia Carter            |
| Lauren German         | Belinda                   |
| Clayne Crawford       | Dean                      |
| Al Thompson           | Eric                      |
| Paz De La Huerta      | Traciee                   |
| David Lee Smith       | Dr. Carter                |
| Jonathon Parks Jordan | Walker                    |
| Matt Lutz             | Clay Gephardt             |